# Букова (Люблинское воеводство)
Букова (пол. Bukowa) — деревня в Билгорайском повете Люблинского воеводства Польши. Входит в состав гмины Билгорай. Находится на левом берегу реки Букова (приток Сана) примерно в 12 км к западу от центра города Билгорай. Деревню окружают леса. По данным переписи 2011 года, в деревне проживало 612 человек.
В деревне есть деревянный католический костёл святого Андрея Боболи, построенный в 1950-х годах. Действует начальная и средняя школа. С 2000 года деревня входит в приход святого Андрея Боболи.
В 1975—1998 годах деревня входила в состав Замойского воеводства.

## Население
Демографическая структура по состоянию на 31 марта 2011 года:
|         | Всего | До трудоспособного возраста | Трудоспособного возраста | Старше трудоспособного возраста |
| ------- | ----- | --------------------------- | ------------------------ | ------------------------------- |
| Мужчины | 319   | 81                          | 210                      | 28                              |
| Женщины | 293   | 70                          | 158                      | 65                              |
| Всего   | 612   | 151                         | 368                      | 93                              |